# Simon Bisley
Simon Bisley (4 marzo 1962) è un fumettista britannico, divenuto famoso negli anni novanta per la sua opera su ABC Warriors, Lobo e Sláine.
Il suo stile, basato sulle vernici e sull'airbrushing così come sugli inchiostri, è fortemente influenzato da autori come Frank Frazetta e Bill Sienkiewicz e prende ispirazione dalle copertine degli album rock, dai graffiti metropolitani e dall'arte del fumetto tradizionale; attualmente l'imitazione del suo stile è la forma dominante d'illustrazione in 2000 AD.
Quando era ancora uno studente Bisley fece un disegno di un robot che teneva un bambino e lo mandò alla redazione di 2000 AD. L'immagine fu vista da Pat Mills e lo ispirò a rilanciare la striscia ABC Warriors con Bisley ai disegni nel 1987. Successivamente Bisley divenne il disegnatore ufficiale della saga di Sláine e del crossover tra il Giudice Dredd e Batman.
Bisley collabora attualmente con la rivista di fumetti fantascientifica Heavy Metal.

## Opere
I suoi lavori fumettistici includono:
- The ABC Warriors: The Black Hole (in 2000 AD n. 555-558, 563-568 e 577-581, 1988)
- Slaine: il dio cornuto Libro I (in 2000 AD n. 626-635, 1989)
- Slaine: il dio cornuto Libro II (in 2000 AD n. 650-656 e 662-664, 1989-1990)
- Slaine: il dio cornuto Libro III (in 2000 AD n. 688-698, 1990)
- Batman/Judge Dredd: Judgement in Gotham (DC/Fleetway, 1991)
- Bad Boy (Dynamite, 2009 con Frank Miller)

Altro:
- Illustrazione della copertina del videogioco Gods (The Bitmap Brothers, 1991)